# Luftangriffe auf Meuselwitz
Die Kleinstadt Meuselwitz (12.000 Einwohner) im damaligen Landkreis Altenburg in Thüringen war Zentrum eines Braunkohlereviers und Sitz mehrerer Werke der Rüstungsindustrie. Im Zweiten Weltkrieg erfolgten zwei schwere Luftangriffe auf Meuselwitz: Am 30. November 1944 ein US-amerikanischer Tagesangriff durch B-17 „Flying Fortress“ mit 54 Tonnen Sprengbomben und am 20. Februar 1945 ein nächtlicher Flächenangriff durch die britische Royal Air Force mit Lancaster-Bombern und 140 Tonnen Sprengbomben. Insgesamt 85 % der Gebäude in der Stadt wurden zerstört oder beschädigt. Über 270 Menschen verloren ihr Leben.
„Der 20. Februar 1945 war der wohl schwärzeste Tag in der Geschichte unserer Stadt“, heißt es im Amtsblatt von Meuselwitz zum schwereren der beiden Angriffe.

## Die Angriffe

### Der US-amerikanische Angriff vom 30. November 1944

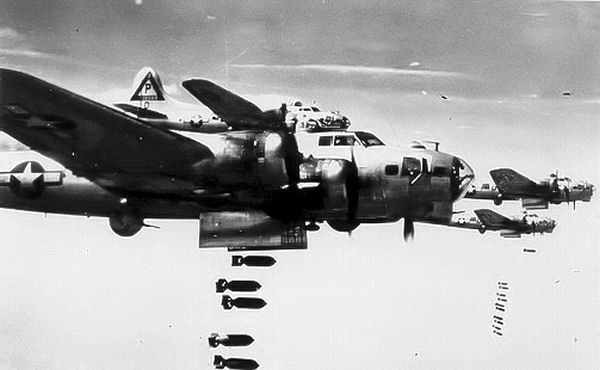
Amerikanische B-17 „Flying Fortress“ beim Bombenwurf

Der Tagesangriff auf Meuselwitz wurde von der 384th Bombardment Group der 1st Air Division der 8th Air Force mit 24 B-17 „Flying Fortress“ ausgeführt. Meuselwitz war Ausweichziel, statt des Hydrierwerks der Brabag in Tröglitz bei Zeitz. Der Angriff erfolgte im Rahmen eines Großeinsatzes gegen zwölf Ziele in Mitteldeutschland. Um 12.26 Uhr wurde Luftalarm in Meuselwitz ausgelöst, ab 13.20 Uhr fielen die Bomben auf die nördlichen und östlichen Teile der Stadt. Das Wetter war sonnig, die Sicht klar. Nach US-Angaben wurden 478 Sprengbomben zu je 250 Pfund auf Meuselwitz geworfen (54 Tonnen), nach Zählung der Stadt im bebauten Gebiet etwa 300 Bomben zu je etwa 150 kg. Die amerikanische Angabe enthält auch Abwürfe in der Nähe der Kohle-„Grube Wintersdorf“. 30 Blindgänger waren zu entschärfen.
Der in Stadt und Flur entstandene materielle Schaden wurde als beträchtlich eingeschätzt. 33 Wohngebäude wurden total vernichtet, 51 erlitten mittlere und 179 leichte Schäden. Besonders die nördlichen und östlichen Stadtteile waren betroffen. Im schwer bombardierten Rüstungswerk der HASAG (Panzerfaust-Produktion) brach ein Großbrand aus, für dessen Bekämpfung insgesamt 11 Wehren aus der Stadt und den umliegenden Orten eingesetzt werden mussten. Hingegen konnte der Brand in der Weberei Kahle rasch gelöscht werden.
88 „Gefallene“ wurden geborgen, darunter 48 Deutsche und 38 (42) Zwangsarbeiterinnen, auch ein abgeschossener „Feindflieger“. Dazu kamen viele, zum Teil schwer Verletzte. So erhöhte sich die Zahl der deutschen Toten noch auf 51. Die hohe Zahl an getöteten polnischen und russischen Zwangsarbeiterinnen erklärt sich aus den Treffern auf das Frauenlager bei der HASAG. Der Bürgermeister war – in Anbetracht der schweren Herausforderungen – mit dem Funktionieren aller an den Bergungs-, Lösch- und Instandsetzungsarbeiten beteiligten Einsatzkräfte zufrieden.
Die Todesopfer unter den Zwangsarbeiterinnen wurden auf dem Friedhof Altenburg in einem Gemeinschaftsgrab beigesetzt. Die deutschen Opfer wurden in Reihengräbern auf dem Meuselwitzer Friedhof bestattet, nach offizieller Trauerfeier an den aufgestellten Särgen auf dem (jetzigen) Rathenau-Platz und Trauermarsch der Angehörigen und Einwohner zur Begräbnisstätte.
Die nahe Meuselwitz gelegenen Orte Falkenhain und Langendorf wurden ebenfalls getroffen und hatten 18 beziehungsweise 17 Tote zu beklagen.

### Der britische Angriff am 20. Februar 1945

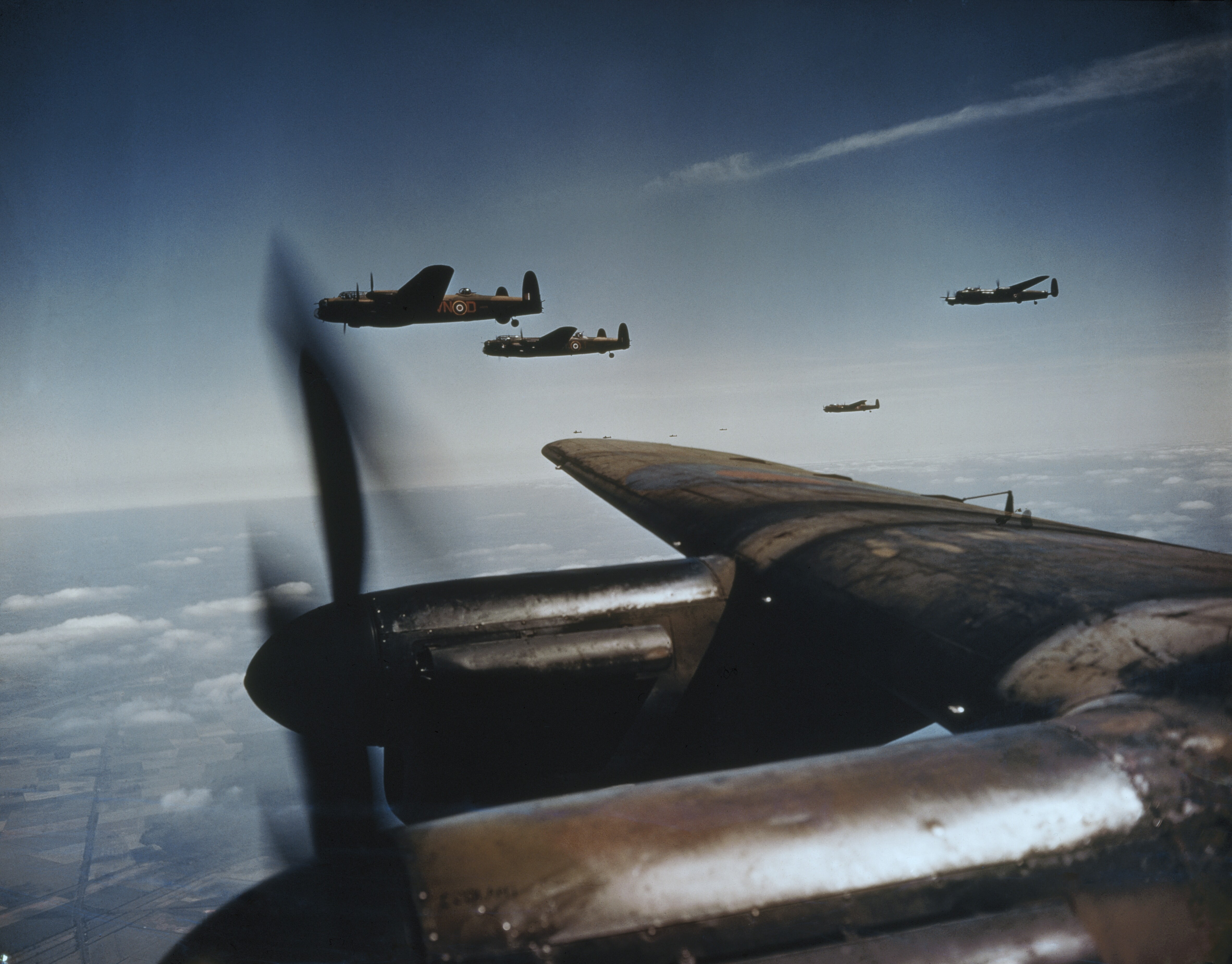
Britische Lancaster-Bomber

In der Nacht vom 19. zum 20. Februar 1945 starteten in Südengland 254 schwere Lancaster-Bomber der 5. Bombergruppe des RAF Bomber Command zu einem geplanten Großangriff auf das Hydrierwerk Böhlen südlich von Leipzig. Die Maschinen waren mit je einer Minenbombe und 12 Sprengbomben zu 500 Pfund beladen. Um etwa 4.20 Uhr waren sie großräumig über dem Zielgebiet. Der deutschen Flak im Mitteldeutschen Flakgürtel gelang es, den Masterbomber – eine Mosquito – abzuschießen. Auch dadurch hatten die Besatzungen, die an sich durch Flächenbombardements deutscher Städte zur Nachtzeit sehr erfahren waren, in der Dunkelheit bei geschlossener Wolkendecke und starker Flakabwehr erhebliche Orientierungsschwierigkeiten bei der Zielfindung. „Die 980 Tonnen Abwurfmittel fielen überall hin, nur kaum auf das Hydrierwerk“. So kam es zum Bombardement von Zweitzielen, zu denen auch Meuselwitz gehörte. Alle gestarteten Lancaster landeten danach zwischen 7.30 und 8.00 Uhr wieder in England, allerdings kamen manche mit ihrer Bombenladung zurück – was sehr ungewöhnlich war.
Über Meuselwitz als Zweitziel wurden ab 4.20 Uhr morgens von den eingesetzten Lancaster-Bombern 140 Tonnen Sprengmittel abgeworfen: 7 Minenbomben und etwa 550 Sprengbomben zu je 250 kg. Davon entfielen etwa 400 Bomben auf die bebaute Stadt und 150 auf freies Gelände. Nahezu die gesamte Stadt war betroffen, 923 Häuser waren zerstört oder beschädigt, nur 15 % der Gebäude blieben unversehrt. Meuselwitz sah wie eine „Geisterstadt“ aus. „Überall brannte es“.

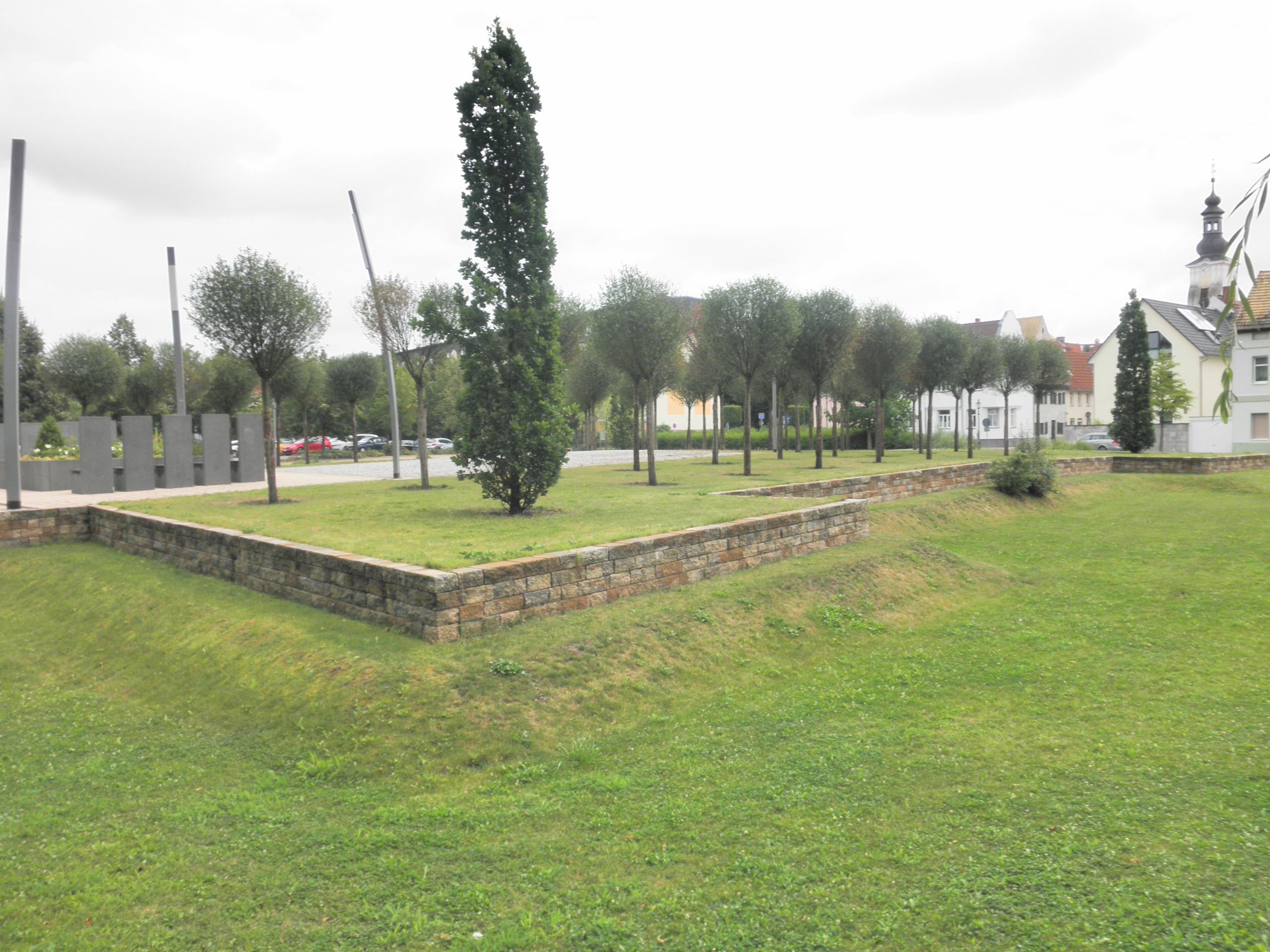
Grundriss (eine Ecke) des 1945 bombenbeschädigten und später abgerissenen Schlosses Meuselwitz

Durch Bomben beschädigt wurde der Nordostflügel des 1724–1727 errichteten Schlosses der Familie von Seckendorff (es wurde zur Zeit der SBZ abgerissen). Die Orangerie im Schlosspark brannte aus (1954 stürzte Kuppel ein, danach und in den 1990er Jahren Orangerie rekonstruiert). Das Schlosstor blieb unzerstört (wurde in den 1950er Jahren abgetragen). Das benachbarte weiträumige Rittergut wurde fast vollständig zerstört, darunter das Haus des Gutsinspektors und das alte Brauhaus. Der Viehbestand in den Stallungen kam um, bis auf ein überlebendes Pferd. Durch Bomben getroffen wurden auch die Realschule von 1916 (ausgebrannt, wiederaufgebaut, heute Haus II des Gymnasiums), die Mädchenschule von 1886–1889 in der Schulstraße (teilzerstört), die Gaststätte „Zur Goldenen Weintraube“ (zerstört), die Gustloff-Werke Maschinenfabrik (zerstört), Kahles Weberei (beschädigt, heute JUBA).
3.000 Menschen waren obdachlos geworden, „ausgebombt“. Der Angriff traf eine Stadt, die 1945 weit mehr Einwohner hatte als die knapp 12.000 im Jahre 1939. Das erklärt sich aus dem Zustrom von Evakuierten aus Westdeutschland, Flüchtlingen aus den Ostgebieten, ausländischen Arbeitskräften, KZ-Häftlingen und Kriegsgefangenen.
175 (150) Menschen wurden getötet, zahlreiche waren schwer verletzt. Es gab Familien ohne Überlebende. Die Toten wurden am 25. Februar in Reihengräbern auf dem Friedhof beigesetzt: in Holzkisten, weil die Särge nicht ausreichten. Auf dem Marktplatz und vor den Gräbern fanden Trauerfeiern statt. Die Namen der Toten wurden dabei aufgerufen.
„Der 20. Februar 1945 war der wohl schwärzeste Tag in der Geschichte unserer Stadt“, fasste das Amtsblatt von 1995 die Geschehnisse zusammen.

## Materielle Verluste durch beide Luftangriffe
85 % der Bausubstanz von Meuselwitz wurden zerstört oder beschädigt. Archivbilder von Zerstörung und teilweisem Wiederaufbau finden sich in dem Heimatbuch Meuselwitz der Stadtarchivarin Steffi Müller (siehe Literatur).
Das Meuselwitzer Bauamt stellte im August 1946 folgende Kriegsschäden an Gebäuden im Stadtgebiet zusammen:
Vollständig zerstört: 166 Objekte,
schwer beschädigt 79,
mittelmäßig beschädigt 215,
leicht beschädigt 497 Objekte.
Unter diesen Objekten befinden sich:
Kommunale Objekte 42,
gemeinnützige Objekte 117,
private Objekte 798.
Schadenssumme der gesamten Objekte (nur die baulichen Schäden): 6,256 Millionen Reichsmark

## Begräbnisstätten
Die etwa 225 zivilen deutschen Opfer beider Luftangriffe wurden in Reihengräbern auf dem Meuselwitzer Friedhof beigesetzt. Heute (2016) erkennt man
noch ein sehr langes, mit Efeu bewachsenes Reihengrab – ohne Kreuze oder Grabsteine. Benachbart findet sich ein großer Gedenkstein (von 1995) mit der Inschrift: „Den Opfern der Bombenangriffe: 30.11.1944, 20.02.1945“.
Die 38 (42) bei dem Luftangriff am 30. November 1944 getöteten osteuropäischen Zwangsarbeiterinnen sind in einem Gemeinschaftsgrab auf dem Altenburger Friedhof beerdigt.

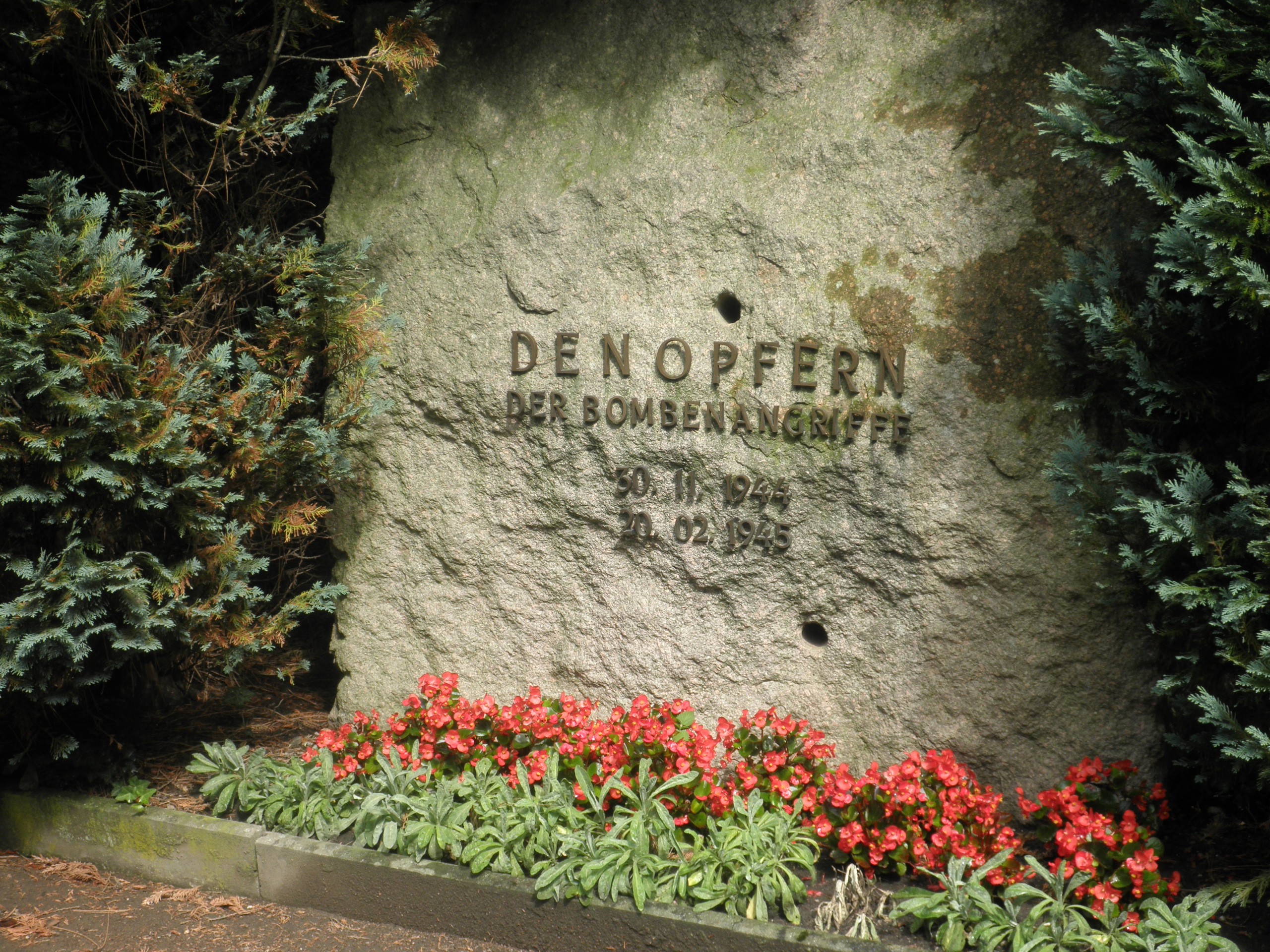
Denkmal von 1995 für Bombenopfer in Meuselwitz (1944, 1945)
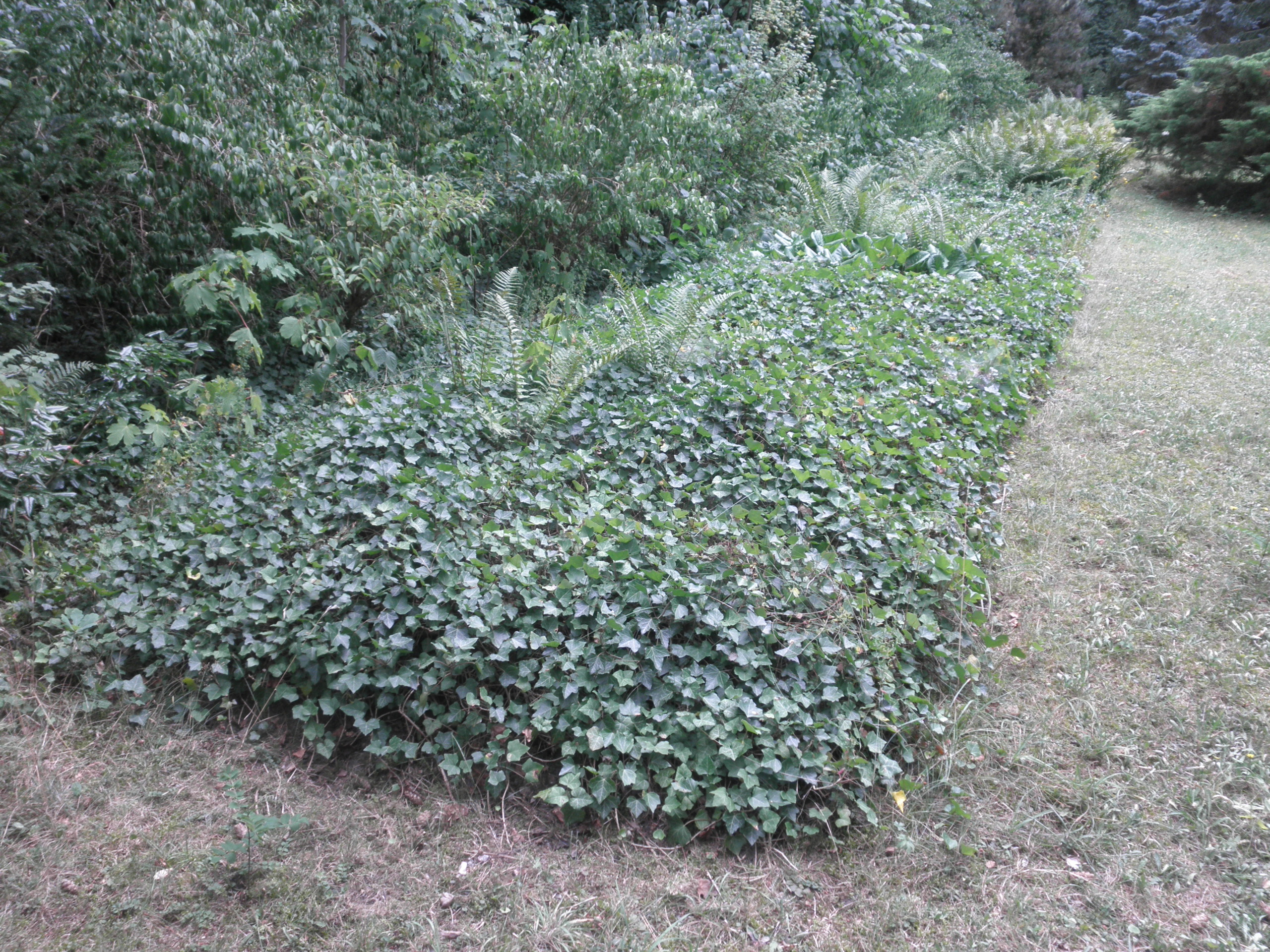
Reihengrab mit Bombenopfern auf Friedhof Meuselwitz